# أبو الهول ثلاثي الألوان
أبو الهول ثلاثي الألوان (الاسم العلمي: Sphinx tricolor) هو نوع من الحشرات يتبع جنس أبو الهول من فصيلة عثث أبو الهول.